# Cotignola
Cotignola ist eine Gemeinde mit 7367 Einwohnern (Stand 31. Dezember 2023) in der Provinz Ravenna in der italienischen Region Emilia-Romagna.

## Geographische Lage
Der Ort liegt etwa 50 km südöstlich von Bologna und ca. 20 km westlich von Ravenna. Cotignola grenzt an die folgenden Gemeinden: Bagnacavallo, Bagnara di Romagna, Faenza, Lugo und Solarolo. Zu Cotignola gehören die Ortsteile Barbiano, Budrio und San Severo.

## Gemeindepartnerschaften
- Beer Jaʿakov, seit 1987
- Hüttlingen, seit 2007
- Delle, seit 2012
- Torrebruna, seit 2013

## Söhne und Töchter der Gemeinde
- Alberico da Barbiano (1348–1409), italienischer Condottiere
- Walter Gorini (* 1944), Bahnradsportler und Weltmeister
- Muzio Attendolo Sforza (1369–1424), Condottiere